# ارزش خالص دارایی
ارزش خالص دارایی (به انگلیسی: Net asset value) یا ارزش دارایی‌های خالص، شاخصی در بورس اوراق بهادار است، که برای ارزشیابی و برآورد ارزش ذاتی دارایی‌های شرکت‌های سرمایه‌گذاری، استفاده می‌شود و از طریق کسر بدهی، از ارزش روز آن شرکت، به‌دست می‌آید. با توجه با اینکه کلیه دارایی‌های یک شرکت سرمایه‌گذاری، صرف سرمایه‌گذاری در مبادلات اوراق بهادار می‌گردد، بهترین روش ارزش‌یابی دارایی‌های شرکت‌های سرمایه‌گذاری، محاسبه ارزش خالص دارایی‌های آنها، در هر مقطع زمانی می‌باشد.
ارزش خالص دارایی یک شرکت سرمایه‌گذاری حاصل تفاضل دارایی‌ها، از میزان کل بدهی‌های آن می‌باشد. برای محاسبه ارزش خالص دارایی روش‌های مختلفی وجود دارد و در تمامی بازارهای بورس اوراق بهادار در پایان معاملات هر روز، ارزش خالص دارایی‌های شرکت‌های سرمایه‌گذاری محاسبه می‌گردد.